# 科勒姆 (紐約州)
科勒姆（英語：Coram）是位於美國紐約州薩福克縣的普查規定居民點。

## 人口
根據2020年美國人口普查的數據，科勒姆的面積為35.81平方千米，皆為陸地。當地共有人口40220人，而人口密度為每平方千米1,123.15人。